# Luis Paradela
Luis Javier Paradela Díaz (ur. 21 stycznia 1997 w Calimete) – kubański piłkarz grający na pozycji cofniętego napastnika w klubie Deportivo Saprissa oraz w reprezentacji Kuby.

## Kariera
Karierę rozpoczynał w FC Pinar del Río. W 2019 roku przeniósł się do gwatemlskiego Universidad SC. Z klubu był dwukrotnie wypożyczany, do: Reno 1868 FC i Jocoro FC. W 2021 wyjechał do Kostaryki. Występował w klubie Santos de Guápiles. W 2022 roku podpisał kontrakt z Deportivo Saprissa.
W reprezentacji Kuby zadebiutował 26 sierpnia 2018 roku w meczu z Barbadosem. Pierwszego gola zdobył 8 września w meczu z Turks i Caicos. Znalazł się w kadrze na Złoty Puchar CONCACAF 2019.